# 少年犯罪
少年犯罪（しょうねんはんざい）とは、少年が犯した犯罪。

## 各国の刑事手続

### 日本
日本では、少年法2条1項に定義されている少年、すなわち20歳に満たない者（男女とも）が犯した、または犯したとされる犯罪に対して、少年犯罪という言葉を用いる。
14才以上で罪を犯した少年を犯罪少年、14才未満で罪を犯した少年は触法少年、性格や環境などから将来罪を犯す可能性が高い少年は虞犯少年（ぐはんしょうねん）と区別される。
法務省が発行する犯罪白書では、殺人と強盗を「凶悪犯」としている。一方、「警察白書」では、殺人、強盗、放火、不同意性交等罪を「凶悪犯罪」としている。
少年法により、大人とは違った特別の措置が講ぜられる（2007年（平成19年）11月1日改正）。
- 14歳未満の場合、警察は加害少年・少女を補導のうえ、児童相談所へ通告。必要な場合により児童相談所経由で家庭裁判所へ送致し、少年鑑別所に収容される。
- 14歳以上の場合、大人と同様に扱い、（逮捕から3日間は弁護士以外は接見禁止となる）捜査機関の取り調べや捜査が行われ、代用刑事施設経由で家庭裁判所へ送致し、少年鑑別所に収容される。

家庭裁判所の審判の結果により、審判不開始、保護観察、児童養護施設、里親、児童自立支援施設、少年院、検察官送致から、最もふさわしい処分が選択される。特に凶悪な場合は、検察官送致が行われ検察官により起訴され、大人と同様に地方裁判所にて公開の刑事裁判として執り行われる。また、重い罪を犯したときに16才以上の場合は、原則として検察官送致が行われる。
なお、少年院に送致可能な年齢の下限を設け、おおむね12歳以上とすることを盛り込んだ。11歳は「おおむね12歳以上」に含まれ少年院に送致される可能がある。
1997年以降、マスコミでは少年犯罪の凶悪化が報じられることが多くなった。また、犯罪被害者の心情を重視する論調が強まるようにもなっている。以上の背景から、現行の少年法は抑止力にならないのではないかという傾向の世論が強まり、司法の現場においてもそれを受ける形でいわゆる厳罰化の傾向にある。産経新聞の2006年12月30日記事によると、死刑判決が急増した理由としてある現役裁判官は「平成12年（2000年）の改正刑事訴訟法施行により、法廷で遺族の意見陳述が認められたことが大きいと思う。これまでも遺族感情に配慮しなかったわけではないが、やはり遺族の肉声での訴えは受ける印象がまったく違う。」とコメントしている。

### アメリカ合衆国
アメリカ合衆国の少年事件に対する刑事手続は州ごとに異なる。
少年裁判所が扱う事件の対象年齢は多くの州で18歳を上限としている。重大犯罪については、少年裁判所の管轄から外して刑事裁判所の専属管轄とする州や少年裁判所から刑事裁判所への移送を定めている州もある。
少年事件に対する処遇としては、保護観察、矯正施設送致、助言、違反金、社会奉仕活動などが定められる。

### イギリス
イギリスでは少年裁判手続の対象年齢は10歳から17歳までである。
少年裁判手続の管轄は青少年裁判所であるが、非公開手続と両親などの出頭の特則があるほかは手続の流れは成人とほぼ同様である。
青少年裁判所の構成は3人以下の治安判事または1人の有給治安判事による。
青少年裁判所の科刑範囲は犯罪が1個の場合は6か月以下、犯罪が2個以上の場合は合計12か月以下に限定されている。青少年裁判所による有罪認定の後、一定の事件（15歳から17歳までの事件で6か月を超える拘禁刑に相当する罪）については量刑の審理のため刑事法院に移送でき、特定の重大犯罪等（拘禁刑14年以上の法定刑の犯罪）は量刑は刑事法院で審理される。
少年裁判手続における処遇としては、無条件釈放、条件付釈放、罰金、社会内処遇、親の誓約及び施設収容処分などが定められている。

### フランス
フランスでは被疑者が18歳未満であるときは、少年係判事、少年裁判所及び少年重罪院のいずれかの管轄となる。
少年係判事は少年の軽罪、第5級違警罪の予審及び審判を管轄する。少年係判事が単独で判決を行う場合には非公開とされ、教育的又は監護的措置のみ言い渡すことができ、保護施設等への収容を決定することはできない。
少年裁判所は少年の軽罪、第5級違警罪、16歳未満の少年の重罪にあたる事件を管轄する。少年係判事及び参審員2名の合議による。13歳以上の少年に対しては刑事処分を選択できる。
少年重罪院は16歳以上18歳未満の重罪にあたる事件を管轄する。職業裁判官3名（うち少年係判事2名）及び陪審員9名の合議による。

### ドイツ
ドイツでは少年裁判所法が制定されており、行為時を基準に14歳以上18歳未満の少年（Jugendlicher）と18歳以上21歳未満の年長少年（Heranwachsender）には少年裁判所法が適用される。
少年に対する手続は非公開であり、処分としては教育措置や懲戒手続、少年刑が定められている。
年長少年に対する手続は原則公開であるが、少年に対する手続や処分を広く適用できる。

### フィリピン
フィリピンでは、2016年6月に就任したロドリゴ・ドゥテルテ大統領が厳罰化を提案、刑事責任を問う年齢を15歳から9歳に引き下げる改正法案が提出された。

### 中華人民共和国
中華人民共和国刑法によると，満16歳に満たない者であっても、殺人や傷害致死、強姦、放火、麻薬密売（販毒）等の一定の犯罪に関しては、満12歳以上であれば刑事責任を負う。なお、18歳未満の者に対しては、できるだけ罪を軽くするか、刑を減軽しなければならないとされる。
1999年，中華人民共和国少年犯罪の防止法が公布され、施行された。

### ロシア連邦
2001年には、少年裁判所の創設を目的としたパイロットプロジェクト「少年司法の実施の支援」がロストフ地域で開始された。
2003年、ロストフ地方裁判所では、未成年者の破毀院を考慮した刑事事件の司法コレギウムに、少年事件の特別司法構成が形成された。
2004年3月、ロシアで最初の少年裁判所がタガンログに開設されました。 本質的に、アイデアは別の建物にある未成年者のための特別裁判官の割り当てに限定されていました。 法廷の仕事の特徴は、法廷審問への参加への子供たちの積極的な関与でした。
2010年7月の初めに、ロシアの一般管轄裁判所における未成年者の事件に関する以下の10の専門司法委員会：
ロストフ州：タガンログ市裁判所（2004年）、シャクチンスキー市裁判所（2005年）、エゴルリク地方裁判所（2006年）、アゾフ市裁判所（2010年）
イルクーツク地方：アンガルスク市裁判所（2006年）
ハカシア共和国：アバカン市裁判所（2006年）
カムチャツカ半島：ペトロパブロフスク-カムチャツカ市裁判所
リペツク地方：エレツキー地方裁判所（2008年）
ブリャンスク地方：ブリャンスク市のヴォルダルスキー地方裁判所とベジツキー地方裁判所、ドゥブロフスキー地方裁判所。
2012年、記者へのインタビューで、連邦院のワレンチナ・マトビエンコ議長は、ロシアでの少年裁判所の創設に反対し、次のように述べた。
私は、私たちの国の伝統に基づいて、ロシアに少年司法を導入することに断固として反対しています...もちろん、司法は子供たちに優しいはずです。 しかし、これは少年裁判所が創設されるべきだという意味ではありません。 私はそのような決定をすることに反対しています。—http://www.council.gov.ru/print/inf_ps/chronicle/2012/09/item20341.html

## 日本の現状

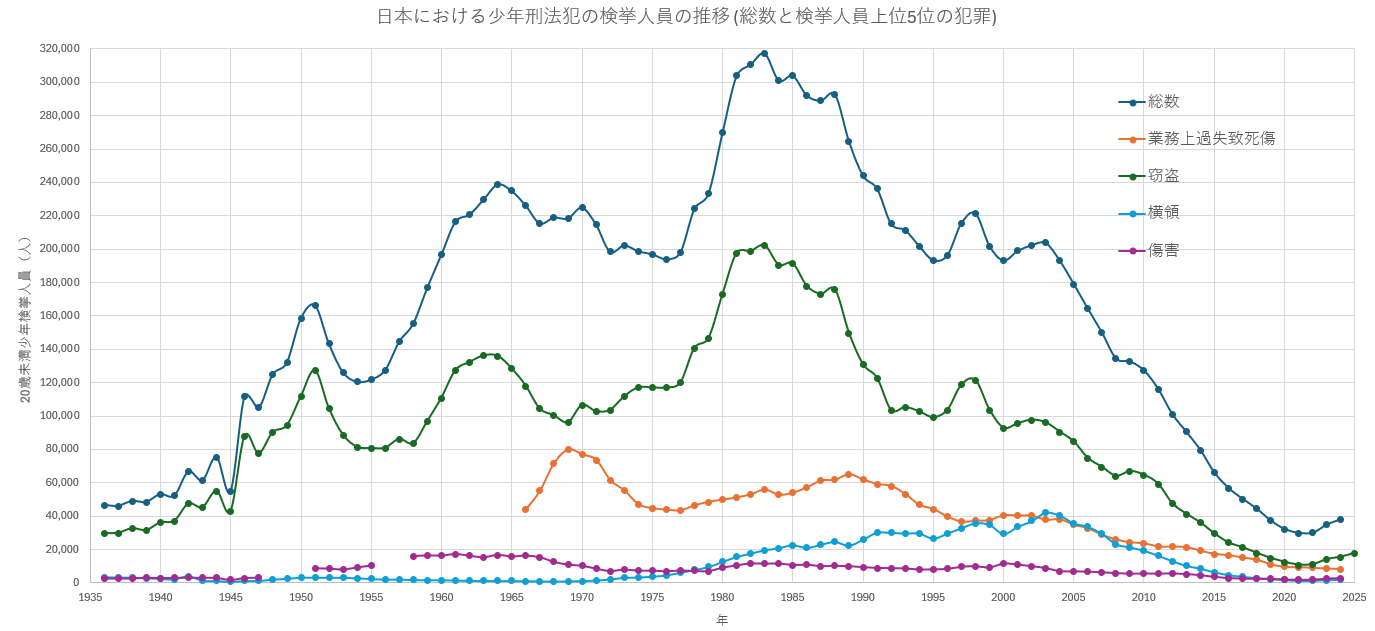
日本における少年刑法犯の検挙人員の推移 (総数、運転致死傷、窃盗、横領、傷害、暴行)

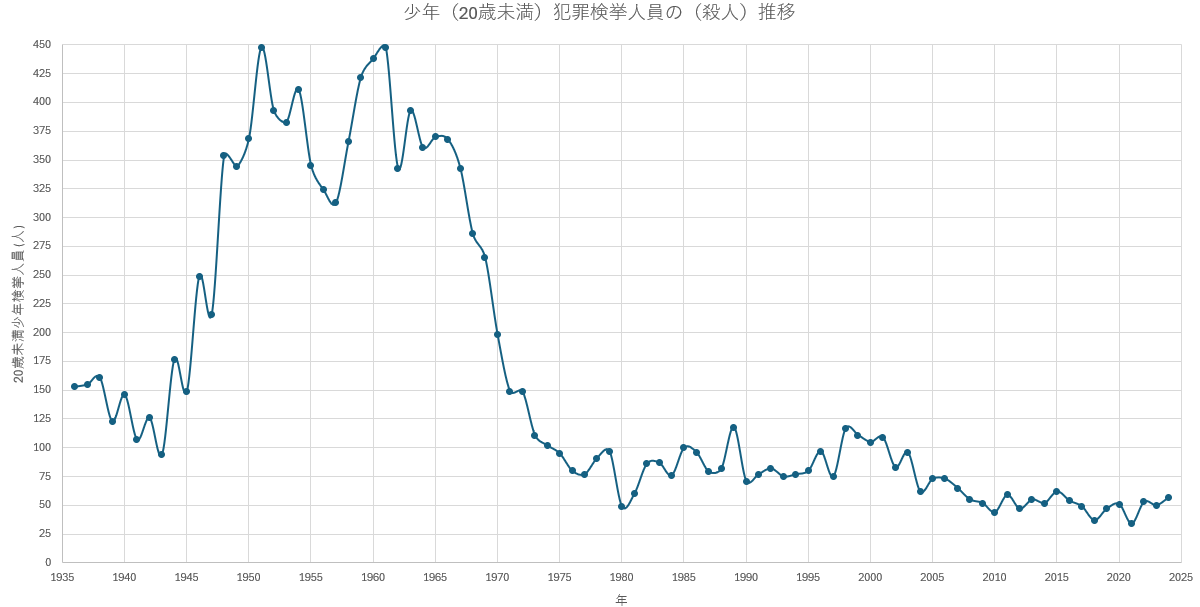
日本における少年刑法犯の主要罪名別検挙人の推移 (殺人)

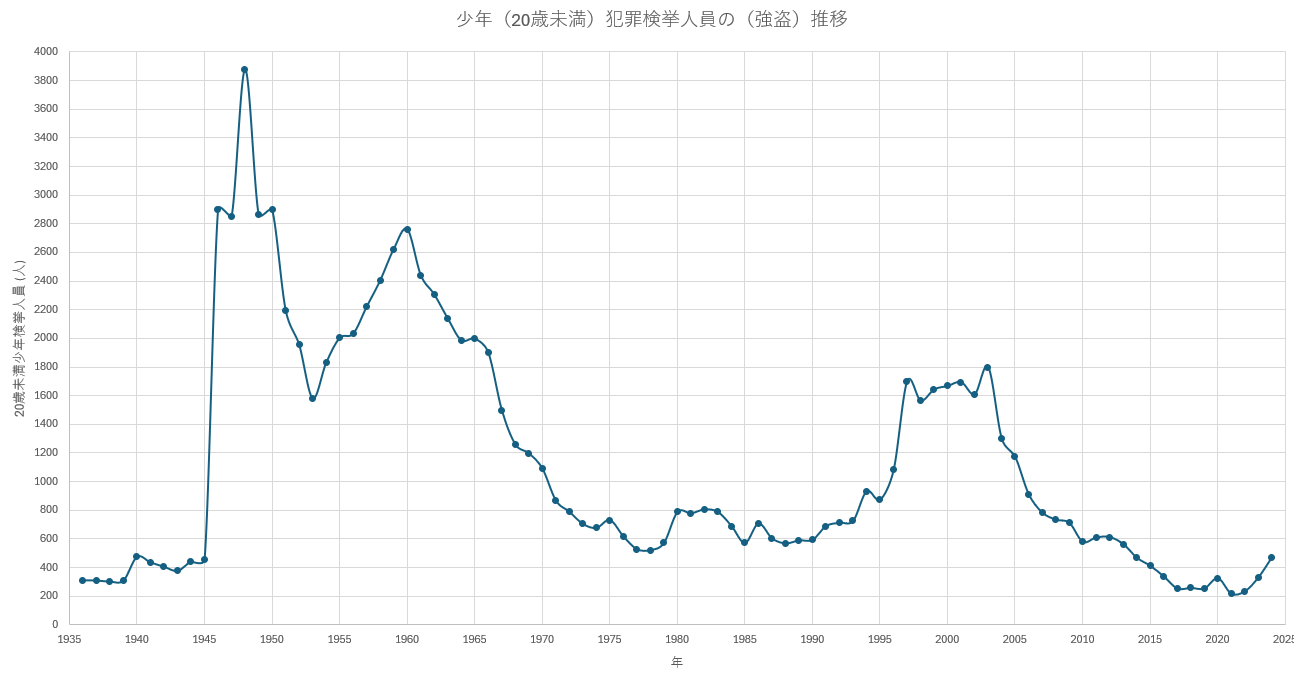
日本における少年刑法犯の主要罪名別検挙人の推移 (強盗)

窃盗・横領は1980年代まで増加し、その後減少している。実際の横領は、「ほぼ100％遺失物等横領であり、その大半は放置自転車の乗り逃げ」（平成9年版　犯罪白書、p.118）だという。
2022年で特殊詐欺で検挙される少年が446人おり、2014年（355人)と比べて、約1.26倍と増加している。
2023年9月に警察庁発表の"令和4年中における少年の補導及び保護の概況"と2024年3月発表の"令和5年における少年非行、児童虐待及び子供の性被害の状況"によれば、刑法犯（交通事故、道路交通法除く）少年(14～19歳)人口比の数字が2010年～2021年の間は12年連続で減少しており、2021年の人口比は1,000人当たり2.2人であり、1949年以降最小であった。但し、2022年以降は、2019年コロナウイルス感染症対策の行動制限緩和により外出する人が増加し、人と出会う機会が増えたことから前年より増加して、2023年は2.9人となった。
また、14歳未満と過失運転致死傷等（2002年以降は危険運転致死傷含む）を含んだ場合の人口比は2021年で1,000人当たり1.5人となり1946年以後最少となっている。但し、2022年は同じ1.5人であるものの2021年と比べ増加している。そして、戦前の1936年まで遡った場合1937年の1.4人が最少であり、2022年は1936年以後で統計でデータがない年を除いて6番目に低い値となる。

### 1997年以降の過熱報道の影響
1980年代のニューアカデミズムの勢いに乗っておたく批判や消費社会世代批判などの若者に批判的な言説が流行してきており、1990年代になると若者をダシにして社会を語る「俗流若者論」が流行、若者の異常性がことさら強調される風潮ができていた。
そんな中、1997年に神戸連続児童殺傷事件（酒鬼薔薇聖斗事件）が発生する。これ以降の少年犯罪過熱報道の影響により、「少年犯罪は増えて凶悪化している」「現代の少年はキレやすく、ちょっとしたことに我慢ができず、重大事件を起こす」「欧米のようにVチップを導入しテレビ番組を規制すべき」などとして、少年犯罪の増加・凶悪化がマスコミ等において主張されたことがある。しかし実際には「少年犯罪が増加、凶悪化しているとは一概に言えない」ことは碓井真史（新潟青陵大学教授）らから指摘されていた。
『Q&A犯罪白書入門'98』（1998年、法務省法務総合研究所刑事政策研究会）においても、「長期間にわたっておおむね減少ないし横ばいの傾向が続いており、近年の数値も、ピーク時と比較すれば低い水準にあると言えます。」としている。また、「昭和30年代後半以降の増加は、交通関係業過によるところが大きい」という（平成9年版 犯罪白書、p. 113）。
また、「殺人等の凶悪な犯罪を犯した少年の予後（再犯率など）」は、「凶悪事犯で保護処分になった者の予後は、その他のものと比較して概して悪くないといえます」としている（前掲『Q&A犯罪白書入門'98』のQ52）。また、保護処分ではないが、凶悪犯罪を犯した少年院出院者の再犯率は窃盗及び粗暴犯罪を犯した少年院出院者より刑事処分を受けた者の割合は低く、実刑になった者の割合も顕著に低い。また、凶悪犯罪を犯した少年院出院者が再び凶悪犯罪を犯した者の割合は、約2.3%（87人中2人）であった。
刑法犯検挙は、人数、比率ともに1998年時点で減少傾向で、殺人、放火、強姦などが特に減少しているが、「1995年（平成7年）になって傷害致死や強盗傷人の非行が目立っている。」という。

### 賠償の停滞
少年犯罪被害当事者の会が2023年に公表したアンケート調査によれば、加害者側からの賠償が請求額の2割以下しかないとする回答が半数に達しており、少年院での更なる矯正教育や被害者支援の拡充などが求められている。

## 有名な少年犯罪

### 1940年代
- 浜松事件 1941年8月18日 - 1942年8月30日
  - 少年死刑囚、死刑執行済み。
- 死刑合憲判決 1946年9月16日発生
  - 少年死刑囚、死刑執行済み。
- 弘前大教授夫人殺し事件 1949年8月6日発生
  - 無実の男性が逮捕・起訴され、懲役15年判決が確定した冤罪事件。公訴時効成立後、真犯人の当時少年が名乗り出たが無罰となった。
- 小田原一家5人殺害事件 1949年9月14日発生
  - 一度は死刑が確定したが、その後恩赦で無期懲役に減刑された。2009年10月27日に獄死した。

### 1950年代
- 財田川事件　1950年2月28日発生
  - 一度は死刑が確定したが、その後再審無罪となった冤罪事件。
- 日大ギャング事件　1950年9月22日発生
  - 懲役4-7年の不定期刑。
- 福岡連続強盗殺人事件 1951年発生
  - 犯人のうち1人は少年死刑囚、死刑執行済み。
  - もう1人の犯人・古谷惣吉は懲役10年の判決を受け服役、出所後に古谷惣吉連続殺人事件を起こす。
- 三里塚事件　1954年2月17日
  - 無期懲役
- 福笑い殺人事件　1955年2月3日
  - 少年死刑囚、死刑執行されたと思われる。
- 金閣寺放火事件　1955年7月2日発生
  - 懲役7年。

事件当時、年齢は20歳以上だが、少年犯罪に分類されることが多い。
- 美唄母子強盗殺傷事件 1956年11月20日発生
  - 無期懲役
- 小松川事件 - 1958年9月1日逮捕
  - 少年死刑囚、死刑執行済み
- 荒川連続自転車通り魔殺傷事件 - 1959年1月27日
  - 未解決事件。

### 1960年代
- 浅沼稲次郎暗殺事件 1960年10月12日発生
  - 犯行後に自殺。
- 嶋中事件 1961年2月1日発生
  - 懲役15年
- 大竹市強盗殺人事件 1963年12月23日逮捕
  - 中等少年院送致。

犯人の梅川昭美は後に三菱銀行人質事件を起こし、現場で射殺された。
- ライシャワー事件 1964年3月24日発生
- 高島忠夫長男殺害事件 1964年8月24日発生
  - 懲役3年～5年の不定期刑
- 少年ライフル魔事件 1965年7月25日発生
  - 少年死刑囚、死刑執行済み。
- 混血少年連続殺人事件（警察庁広域重要指定106号事件） 1967年1月23日（逮捕）
  - 無期懲役
- メアリー・ベル事件 1968年5月25日 - 7月31日（発生）
- 永山則夫連続射殺事件（警察庁広域重要指定108号事件） 1969年4月7日逮捕
  - 少年死刑囚、死刑執行済み。最高裁判所は1983年、死刑適用基準として傍論「永山基準」を示した。
- 高校生首切り殺人事件 1969年4月23日発生
  - 初等少年院送致
- 正寿ちゃん誘拐殺人事件 1969年9月10日発生
  - 少年死刑囚、死刑執行済み。

### 1970年代
- 日本航空903便ハイジャック事件 1974年3月12日
- クリーブランド小学校銃乱射事件 1979年1月29日発生
  - 25年以上の終身刑

### 1980年代
- 神奈川金属バット両親殺害事件 1980年11月29日発生
  - 懲役13年

事件当時、年齢は20歳以上だが、少年犯罪に分類されることが多い。
- 横浜浮浪者襲撃殺人事件 1983年2月13日逮捕
  - 少年院送致・救護院送致
- 女子高生コンクリート詰め殺人事件 1989年3月29日発覚
  - 主犯格の少年に懲役20年

### 1990年代
- 市川一家4人殺害事件 1992年3月5日発生
  - 少年死刑囚、死刑執行済み。
- ジェームス・バルガー事件 1993年2月12日発生
  - 8年
- ウェスト・メンフィス3　1993年5月5日発生
  - 死刑又は終身刑。冤罪疑惑があったが有罪であることを認める司法取引に応じて釈放された。
- 大阪・愛知・岐阜連続リンチ殺人事件 1994年10月8日発覚
  - 主犯格の少年3人は少年死刑囚。戦後初めて複数人の犯行当時少年の死刑が確定した事件
- 神戸連続児童殺傷事件 1997年6月28日逮捕
  - 医療少年院送致
- 栃木女性教師刺殺事件 1998年1月28日発生
  - 補導
- 堺市通り魔事件 1999年1月8日発生
  - 懲役18年
- 光市母子殺害事件 1999年4月14日発生
  - 少年死刑囚
- コロンバイン高校銃乱射事件 1999年4月20日発生
  - 加害者は犯行後に自殺。

### 2000年代
- 西鉄バスジャック事件 2000年5月3日発生
  - 医療少年院送致
- 大分一家6人殺傷事件 2000年8月14日発生
  - 医療少年院送致
- 御殿場事件 2001年9月9日発生。当初9月16日発生とされていた。
  - 懲役1年6ヶ月の実刑又少年院送致又保護観察処分。冤罪疑惑あり
- 東村山市ホームレス暴行死事件 2002年1月25日発生
  - 児童自立支援施設送致の保護処分・初等少年院送致・不定期刑
- 長崎男児誘拐殺人事件 2003年7月9日補導
  - 児童自立支援施設への収容
- 佐世保小6女児同級生殺害事件 2004年6月1日発生
  - 児童自立支援施設への収容
- 京田辺警察官殺害事件 2007年9月18日発生
  - 中等少年院送致の保護処分
- ヴィネンデン銃乱射事件2009年3月11日発生
  - 犯行後に自殺

### 2010年代
- 石巻3人殺傷事件 2010年2月10日発生
  - 少年死刑囚、現在宮城刑務所仙台拘置支所に収監中
- 大津いじめ自殺事件 2011年10月11日発生
  - 書類送検又非行事実で児童相談所に送致
- 佐世保女子高生殺害事件 2014年7月26日発生
  - 長崎県佐世保市医療少年院（第3種少年院）に送致
- 川崎市中1男子生徒殺害事件 2015年2月20日発生
  - 主犯の少年は懲役9年以上13年以下の不定期刑。 従犯のうち1人の少年は懲役4年以上6年6ヶ月以下の不定期刑。もう1人の少年は懲役6年以上10年以下の不定期刑。
- ニューサウスウェールズ警察本部銃殺事件 2015年10月2日発生
  - 警察官により射殺
- 河瀬駅前交番警察官射殺事件 2018年4月11日発生
  - 懲役22年

### 2020年代
- 岐阜市ホームレス襲撃殺人事件 2020年3月25日発生
  - 犯人の内の2人に懲役5年、懲役4年
- 福岡商業施設女性刺殺事件 2020年8月28日発生
  - 懲役10年以上15年以下の不定期刑
- 甲府市殺人放火事件 2021年10月12日発生
  - 少年死刑囚
- 愛知県弥富市中学校内刺殺事件 2021年11月24日発生
  - 第一種少年院送致

## 少年犯罪者の個人情報
日本では少年法第61条により、家庭裁判所の審判に付された少年または少年のとき犯した罪により公訴を提起された者については、氏名、年齢、職業、住居、容ぼう等によりその者が当該事件の本人であることを推知することができるような記事または写真を新聞紙その他の出版物に掲載してはならないとされている。

## 少年犯罪を扱った作品（漫画・映画・ドラマ・アニメ・etc）
- 『家栽の人』 - 毛利甚八作・魚戸おさむ画の青年漫画。各種少年犯罪および家庭裁判所での少年審判を題材とした漫画およびそれを原作にしたテレビドラマ。
- 『青の時代』 - TBS系で1998年7月期に放送された、堂本剛主演のテレビドラマ。犯罪を犯した一人の少年と二重人格を持つ弁護士との葛藤を描いた。
- 『少年たち』 - NHKで放送されたテレビドラマ。上川隆也演じる家庭裁判所の調査官と犯罪を犯した少年たちの触れ合いを描いた。
- 『ゲド戦記』 - スタジオジブリ の作品。監督・宮崎吾朗 主人公アレンが、冒頭、父親を殺す所から始まり、ゲドと出会い、最後に立ち直ったと目される描写から、少年擁護と少年の内面と自立の観点から描いた作品として捉えられ、各方面、各所で注目されている。だが、その描かれ方やクオリティ、また原作との齟齬（そご）を問題視する声もあり、賛否両論。
- ほぼ同時期に同テーマを少年法の是非を問題提起する観点から描いた 『太陽の傷』 監督・三池崇史、主演・哀川翔も公開される。
- 『シバトラ』- 外見は中学生にしか見えない青年「柴田竹虎」が、少年犯罪の担当刑事として本気で更生に取り組む作品。
- 黒武洋の『そして粛清の扉を』。暴走族、ストリート・ギャング、ストーカー、通り魔など犯罪者ばかり29人の生徒が集まったある高校の一クラスを、少年犯罪によって娘を失った女教師が卒業式間際に占拠、次々と抹殺してゆく内容。
- 『TEAM』 - フジテレビ系列テレビドラマ。加害少年性善説に立つ文部省キャリア官僚と加害少年性悪説に立つ警視庁たたき上げ刑事がコンビを組んでお互いに意見をぶつけ合い、少年事件の真相を探っていく内容。
- 『アイシテル〜海容〜』 - 伊藤実の漫画。小学5年生の少年が小学2年生の少年を殺害し、加害者家族と被害者家族の葛藤を描いた。2009年に日本テレビ系列でテレビドラマになった。
- 2008年新春には山口県で実際に起きた光市母子殺害事件を題材にした映画『天国からのラブレター』が公開された。事件被害者と被害者遺族の書簡を集めた同名書籍を元に製作した作品である。被害者遺族である本村洋の事件後の活動は今後の少年法の論議やあり方などに一石を投じ、影響を与えている。
- 『告白 (湊かなえ)』 - 二人の中学一年生が4歳の女児を殺害し、加害者二人が犯行に行き着くまでの過程と、被害者の母親である女教師が彼らに復讐を執行する様子を、被害者の母親の女教師、加害者の同級生、加害者の母親、加害者二人の独白という形で綴っていく作品。中島哲也監督で実写映画化された。
- 『スクラップ・ティーチャー〜教師再生〜』 -中学生が『万引き』、『不良』グループ、『裏サイト』、『暴走族』があった。
- 『明日の光をつかめ』 -東海テレビ（フジテレビ系列）で2010年・2011年・2013年の夏休み期間に放送された昼ドラのシリーズ作品である。いじめ・児童虐待（児童性的虐待）・犯罪（少年犯罪）をテーマとして扱っている。たんぽぽ農場主催者・北山修治は通り魔の少年に、妻と息子を殺害された経験から、多くの少年少女を農業を通して社会復帰をサポートしていく、という物語である。
- 『誰も守ってくれない』 -ごく平凡な4人家族の少年が、小学生姉妹殺人事件の容疑者として逮捕される。世間からの激しいバッシングに晒される容疑者の妹をただ一人で守ろうとする刑事・勝浦の苦闘を描いた作品。第32回モントリオール世界映画祭にて最優秀脚本賞受賞。

上記以外にもその問題点から小説・映画・ドラマ・漫画を問わず、頻繁に題材にされている。

## 関連文献
- 放送倫理検証委員会 (2008年4月15日). “光市母子殺害事件の差戻控訴審に関する放送についての意見” (PDF).  放送倫理・番組向上機構. 2008年4月20日閲覧。[リンク切れ]
- 鮎川潤(著)『少年犯罪―ほんとうに多発化・凶悪化しているのか』平凡社新書、2001年3月。ISBN 978-4582850802。
- パオロ・マッツァリーノ(著)『反社会学講座』イースト・プレス、2004年6月。ISBN 978-4872574609。
- 前田雅英『少年犯罪』東京大学出版会。